# Teresa Clegg
Teresa Clegg, född 1946, är en brittisk glaskonstnär.
Teresa Clegg har arbetat med kallgjutet glas och pâte de verre och andra tekniker med ett kraftfullt formspråk. Hon har påverkat skandinaviska glaskonstnärer genom undervisning och workshops i Sverige.